# Carlos Roberto Reina
Carlos Roberto Reina Idiaquez (ur. 13 marca 1926, zm. 19 sierpnia 2003) – adwokat i dyplomata, działacz Partii Liberalnej Hondurasu (LPH), profesor prawa na uniwersytecie w Tegucigalpie, ambasadorem Hondurasu we Francji w latach 1960-1963. W 1985 ubiegał się o urząd prezydenta w wyborach, jednak dopiero od 27 stycznia 1994 do 27 stycznia 1998 miał okazję sprawować to stanowisko. Zmarł śmiercią samobójczą na skutek postrzału.